# Flashpoint – Die Grenzwölfe
Flashpoint – Die Grenzwölfe (Alternativtitel: Die Grenzwölfe) ist ein US-amerikanischer Politthriller des Regisseurs William Tannen aus dem Jahr 1984. Der Film basiert auf dem Roman Der rollende Sarg des Schriftstellers George LaFountaine.

## Handlung
Die beiden texanischen Grenzschützer der United States Border Patrol Bobby Logan und Ernie Wyatt entdecken mitten in der Wüste einen halbverschütteten Jeep mit einem männlichen Skelett, einem Scharfschützengewehr und 800.000 US-Dollar. Die Banknoten sowie der Führerschein stammen aus dem Jahr 1963. Nachdem der Fund publik wird, schalten sich FBI-Agenten in die Untersuchung ein. Die Nachforschungen der beiden Grenzschützer werden zunehmend behindert, und bald wird auch ihr Leben bedroht. 
Gegen Ende des Films enthüllt Logan einen Zusammenhang zwischen ihrem Fund und dem Attentat auf John F. Kennedy.

## Kritiken
„Spannende, solide inszenierte Mischung aus Polizistenfilm und Politthriller, in deren Mittelpunkt Probleme moralischer Entscheidungen, Freundschaft und Verantwortung stehen.“

„Flashpoint [turns] from a good-humored buddy movie into a conspiracy story - a chilly, paranoid fantasy of a sort no longer fashionable on the screen.“